# Brent Rathgeber
Brent Rathgeber (né le 24 juillet 1964 à Melville, Saskatchewan) est un homme politique canadien

## Biographie
Il a été député à la Chambre des communes du Canada, représentant la circonscription albertaine de Edmonton—St. Albert de 2008 à 2015. Élu en 2008 et 2011 sous la bannière du Parti conservateur du Canada, il a démissionné du  caucus conservateur le 5 juin 2013 pour siéger comme indépendant. Il fut aussi député de l'assemblée législative de l'Alberta de 2001 à 2004 pour Edmonton-Calder avec les Progressistes-conservateurs de l'Alberta.
Lors des élections générales de 2015, alors qu'il se présentait comme candidat indépendant, il a été défait par Michael Cooper du Parti conservateur du Canada.